# Victorine Nordenswan

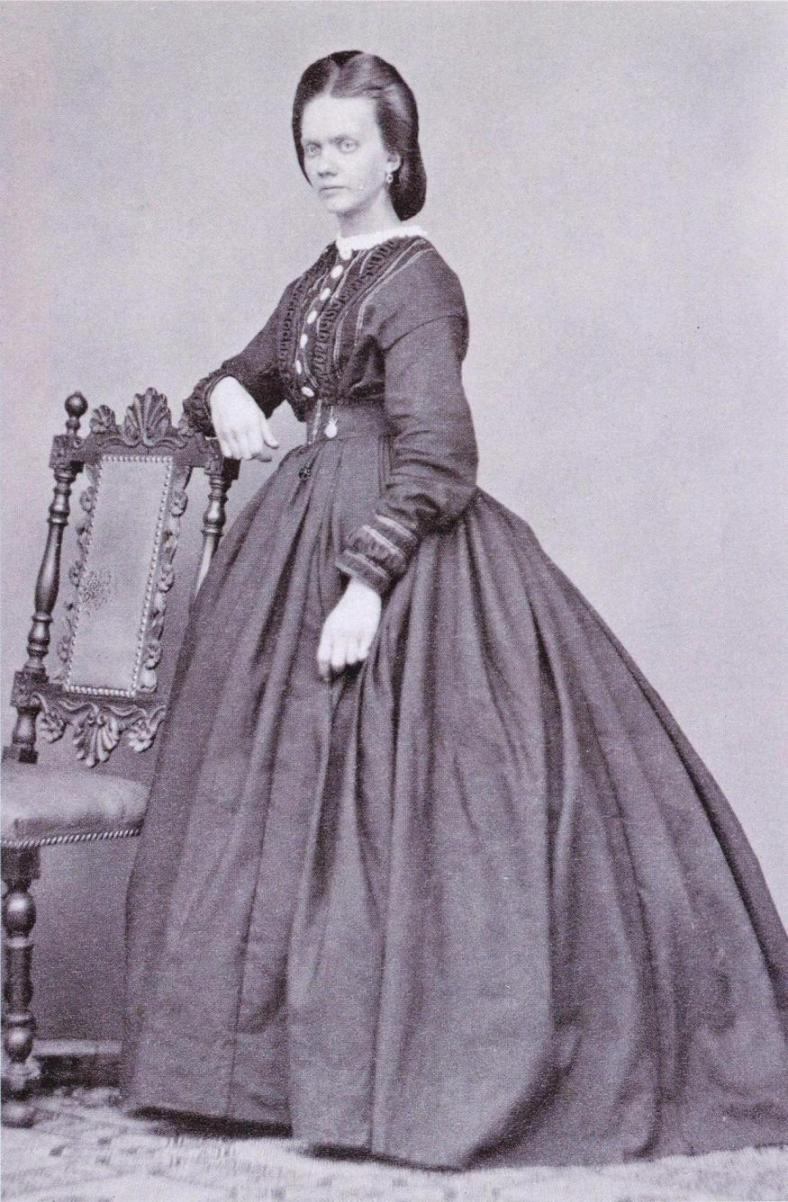
Victorine Nordswan, 1860er Jahre

Hildur Antoinette Victorine Nordenswan (* 14. Juni 1838 in Hämeenlinna (Tavastehus), Großfürstentum Finnland; † 25. August 1872 ebenda) war eine finnische Historienmalerin der Düsseldorfer Schule.

## Leben
Nordenswan wurde als drittes Kind und zweite Tochter des Botschaftsrats Johan Henrik Nordenswan (1801–1862) und seiner Ehefrau Jacobina Fredrica von Numers (1808–1879) geboren. Nach der Mädchenschule von Hämeenlinna besuchte Nordenswan zu Anfang der 1860er Jahre die Kunstschule von Berndt Godenhjelm (1799–1881) und Erik Johan Löfgren, eventuell auch den Privatunterricht eines Professors der Kunstakademie Stockholm. 1864 ging sie nach Düsseldorf, wo sie Privatschülerin von Otto Mengelberg und Eduard Gebhardt wurde. In den Wintern 1867/1869 und 1869/1870 sowie während des Deutsch-Französischen Kriegs reiste Nordenswan nach Finnland zurück. Für ihr Talent und ihre Leistungen erhielt sie Studienzuschüsse und Auszeichnungen, so im Jahr 1869 einen Preis des Finnischen Kunstvereins. Eine Lungentuberkulose zwang sie, 1872 nach Finnland heimzukehren, wo sie am 25. August verstarb.

## Werke (Auswahl)

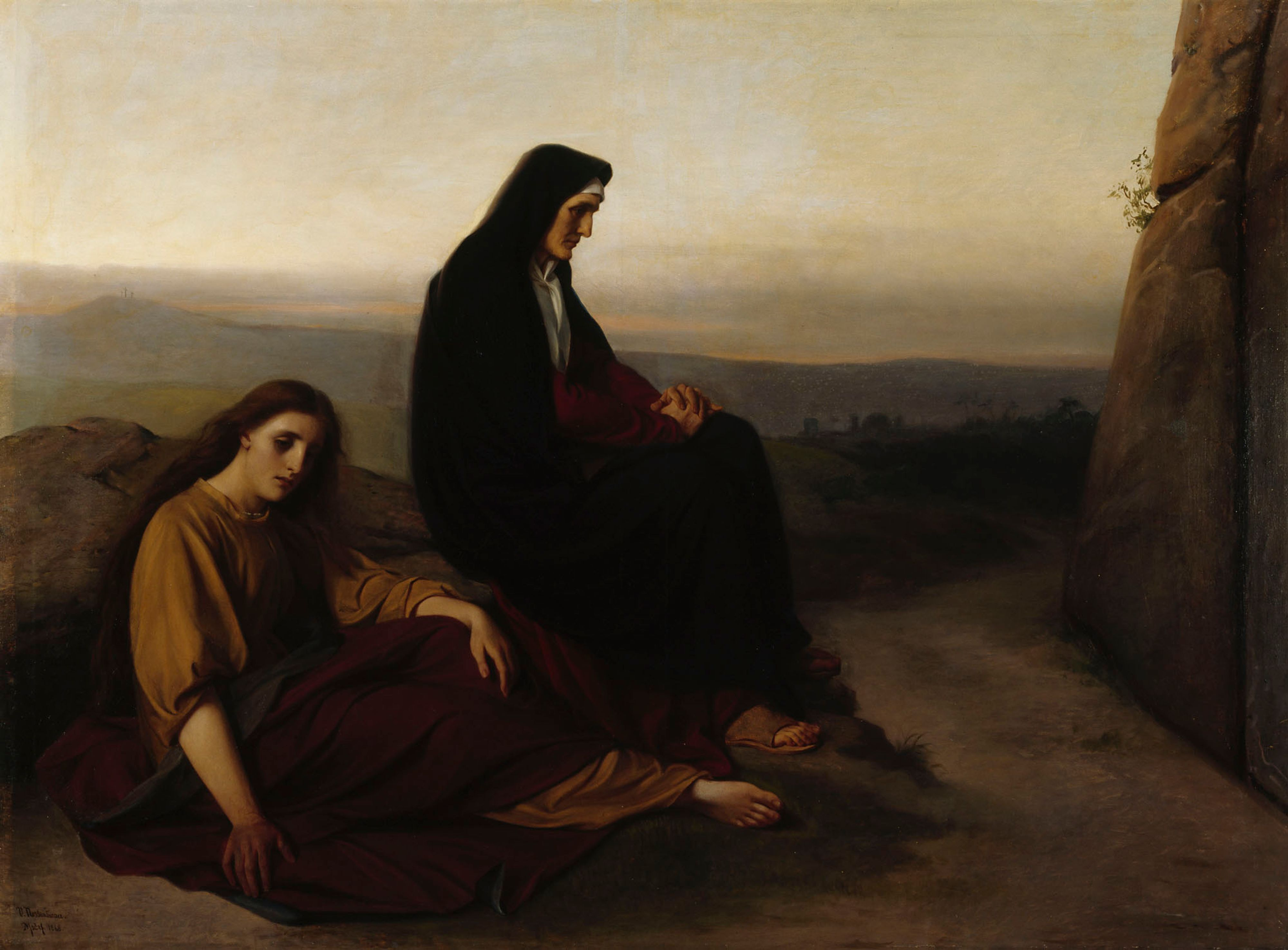
Trauernde Frauen am Grab Christi, 1868

- Der Evangelist Johannes, 1866, Finnische Nationalgalerie, Helsinki[3]
- Die trauernden Frauen am Grab Christi, 1868, Finnische Nationalgalerie, Helsinki[4]